# Ținutul Câmpulung-Suceava
Ținutul Câmpulung-Suceava a fost o unitate administrativ-teritorială în cadrul Principatului Moldovei. Ținutul a fost organizat foarte târziu, din contul ținutului Sucevei, fiind amplasat pe teritoriul fostului ocol domnesc al Câmpulungului.
Capitala ținutului se afla la Câmpulung, însă denumirea târgului a fost înlocuită cu cea de Câmpulungul Moldovenesc, pentru a-l diferenția de centrul administrativ-economic al ținutului Câmpulung-Cernăuți, care a fost numit Câmpulungul Rusesc.

## Istorie
Întrucât ținutul nu au fost trecut în lista întocmită de domnul Dimitrie Cantemir, fiind menționat pentru prima oară în catagrafiile din anii 1772-1773 și 1774, rezultă că ținutul Câmpulung-Suceava a fost înființat a între anii 1711 și 1774, cel mai probabil cu ocazia reformei administrative efectuate de Constantin Mavrocordat în timpul celei de-a doua domnii în Moldova (1741-1743).
Totuși, Dimitrie Cantemira a notat despre țăranii din zonele Câmpulung (ținutul Suceava), Vrancea (ținutul Putnei) și Tigheci (ținutul Fălciului) că „nu sunt nobili, totuși nu ascultă de nici un boier și alcătuiesc împreună un fel de republică”. Câmpulungul este „încins de un lanț neîntrerupt de munți foarte înalți” și „cuprinde cam cinsprezece sate, care toate își au legi și judecători proprii. Uneori primesc și doi vornici trimiși de domn, dar nu rareori, dacă aceștia jignesc pe țărani, îi izgonesc, bizuindu-se pe acele mijloace de apărare pe care li le-a dat natura [...]. Plătesc un bir anual, nu cât vrea domnul, ci cât făgăduiseră ei domnitorului mai înainte, și această învoială o reînnoiesc prin trimișii lor ori de câte ori Moldova capătă un domn nou. Dacă domnul ar vrea să se poarte mai aspru cu ei și să le impună poveri noi, nu stau mult la tocmeală ci, refuzând cu totul birul, se retrag în văgăunile munților, de aceea niciodată domnitorii nu le cer mai mult decât trebuie.”

## Localități
În anul 1774 ținutul Câmpulung-Suceava cuprindea numai 12 sate din zona muntoasă și nu era împărțit în ocoale: Voroneț, Bucșoaia, Vama, Stulpicani, Frasânul, Vatra, Sadova, Pojorâta, Dorna, Crucea, Bistrița, Frumos. Există însă multe alte localități din zonă care nu au fost înscrise la acest recensământ, astfel, în primele două catagrafii austriece sunt menționate în plus următoarele sate și cătune: lacobeni, Argel, Doroteia Plotniței, Lunca Negrilesei, Poiana Ostra, Gemene, Ciocănești, Slatioara și Schamenul.
În ținutul Câmpulung-Suceava (fost ocol domnesc) nu a fost înregistrat nici un mazil sau răzeș. Această situație s-ar putea explica prin faptul că acești țărani liberi, proprietari în devălmășie ai pământurilor pe care le stăpâneau, nu au fost niciodată beneficiarii unor privilegii individuale, toate drepturile speciale pe care le invocau fiind obținute la nivelul întregii colectivități.